# Kugleprimula
Kugleprimula (Primula denticulata), også skrevet Kugle-Primula, er en staude med en grundstillet bladroset og en opret, blomsterbærende stængel. Planten dyrkes i flere farvevarianter på grund af den tidlige blomstring.

## Beskrivelse
Kugleprimula er en flerårig, urteagtig plante med en grundstillet bladroset. Bladene er hele, lancetformede til omvendt ægformede med tandet rand. Oversiden er lysegrøn og rynket, mens undersiden er lysegrøn med dunet behåring langs ribberne og en gullig, melet belægning. 
Blomstringen foregår i marts-april, hvor man finder blomsterne samlet i en kugleformet stand yderst på en bladløs, opret stængel. De enkelte blomster er regelmæssige og 5-tallige med sammenvokset kronrør og purpurrøde, blå eller hvide kronblade. Frugterne er kapsler med mange frø.
Rodsystemet består af en kort, lodret jordstængel og kraftige, grove rødder.
Højde x bredde og årlig tilvækst: 0,30 x 0,30 m (30 x 30 cm/år). I hjemlandet vil planterne dog ofte være betydeligt lavere.

## Hjemsted
Kugleprimula hører hjemme i et stort område af Hindukush og Himalaya, nemlig fra Afghanistan og det nordlige Pakistan over Nepal, sikkim, Bhutan, det sydøstlige Tibet og de kinesiske provinser Yunnan, Sichuan og Guizhou til det nordlige Burma. Alle steder findes de nær eller oven for trægrænsen på lysåbne eller let skyggede voksesteder med en let fugtig, humusrig jordbund. 
Sagarmatha nationalparken ligger i Solu-Khumbu distriktet i det nordøstlige Nepal. Her vokser arten i højder mellem 3.000 og 4.000 m, dvs. nær skovgrænsen, sammen med bl.a. buskpotentil, Cassiope fastigiata (en art af kantlyng), Codonopsis thalictrifolia (en art af snerleklokke), Fritillaria cirrhosa (en art af fritillaria), himalayabirk, himalayaedelweiss, Juniperus indica (en art af ene), Lilium nepalense (en art af lilje), Primula sikkimensis (en art af kodriver), Rhododendron campanulatum  (en art af rododendron) og Thalictrum chelidonii  (en art af frøstjerne)
| Portal | Portal:Botanik |

## Note
1. ↑  The Encyclopedia of Earth: Sagarmatha National Park, Nepal – en kortfattet oversigt over vegetationszonerne i Nepals bjerge (engelsk)